# 弗雷德·艾森伯格
弗雷德·艾森伯格（英語：Fred Eisenberger，1952年9月3日—），是加拿大政治家，前房地产代理人，自2014年12月1日开始担任现任哈密尔顿（安大略） 市长。出生于荷兰阿姆斯特丹。艾森伯格曾在2006至2010年担任哈密尔顿市长，并在2014年开始了他的第二个任期。2014年之前，他也曾担任哈密尔顿港务局主席。艾森伯格不属于任何政党。

## 早年生活
艾森伯格生于阿姆斯特丹，于八岁是随父母移民加拿大，曾就读于Sir Winston Churchill School，并以优秀的成绩毕业于莫哈克学院,也在麦克马斯特大学和滑铁卢大学上过课。
1991至2000年，艾森伯格担任了哈密尔顿（安大略）市议员，2000年，他参加了市长选举，但最终失败。

## 哈密尔顿市长
2006艾森伯格参加了哈密尔顿市长选举，并成功当选市长。2010年离任，但在2014年再次当选市长，2018年成功连任。

## 环境保护
经过多年辩论，艾森伯格与加拿大联邦政府合作，筹集资金以清理哈密尔顿港的兰德尔礁，这里曾是该市工业历史的重要区域。

## 公共交通
艾森伯格曾是安大略省交通局大多伦多运输局的董事会成员，后来该局更名为Metrolinks。
艾森伯格是公共交通以及哈密尔顿轻轨的支持者。作为Metrolinks 的一部分，艾森伯格帮助改进了该市的两个快速公交线路的服务，并建立了GO 火车站，旨在促进哈密尔顿，大多伦多和尼亚加拉地区的连接。